# Брендан Брейкен
Брендан Брейкен (англ. Brendan Bracken), 1-й віконт Брекен, 15 лютого 1901 — 8 серпня 1958) — державний та політичний діяч Великої Британії. Член уряду консерваторів. Особистий парламентський секретар Вінстона Черчілля. Фінансист та співвласник газети Файненшл таймс.

## Життєпис

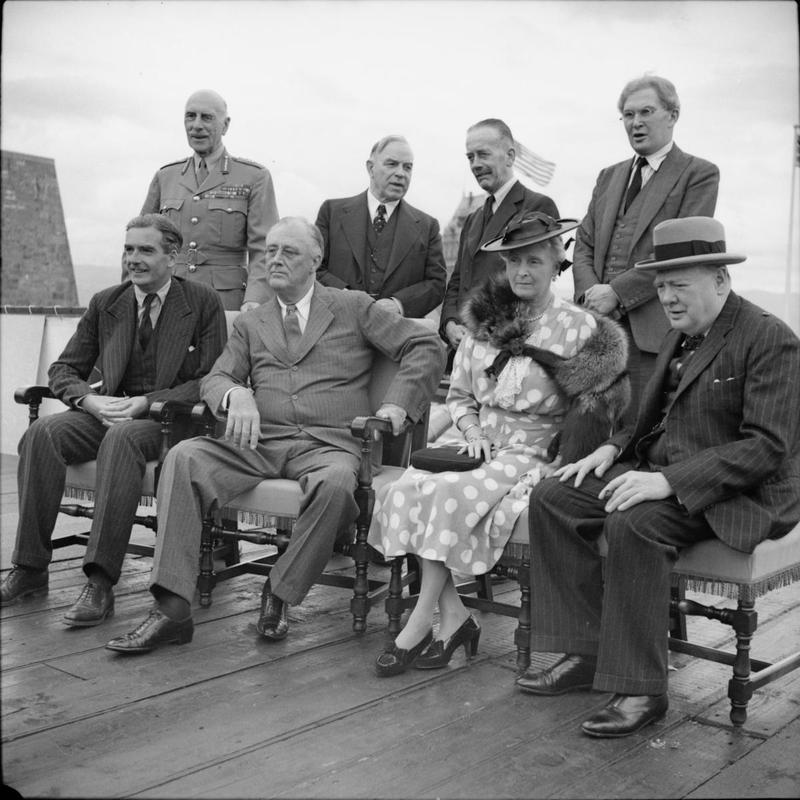
На конференції у Квебеці, серпень 1943 року

Народився у маленькому містечку Темплмор, графство Тіпперері, у досить заможній родині Джозефа Кевіна Брекена, будівельника, члена Братства Феніанців.
Батько помер, коли хлопчикові виповнилося три роки. Через кілька років мати переїхала до Дубліна з чотирма своїми дітьми і двома падчерками.
Входив до нечисленної групи близьких друзів Вінстона Черчілля, разом із Александром Корда, лордом Бівербруком, сером Генрі Стрекошем.